# Action libérale nationale
Die Action libérale nationale (ALN) war eine kurzlebige politische Partei in der kanadischen Provinz Québec, die von 1934 bis 1939 existierte. Sie wurde von Dissidenten der Parti libéral du Québec gegründet und ging in der Union nationale auf.

## Geschichte
Verschiedene Abgeordnete der Parti libéral du Québec, die angesichts der Auswirkungen der Weltwirtschaftskrise mit der Politik von Premierminister Louis-Alexandre Taschereau nicht mehr einverstanden waren, gründeten im Juni 1934 die Action libérale nationale. Zu ihrem Vorsitzenden wählten sie Paul Gouin, den Sohn des früheren Premierministers Lomer Gouin. Die ALN forderte soziale, wirtschaftliche und politische Reformen. Sie setzte sich ein für Korporatismus, die Verstaatlichung der Elektrizitätswirtschaft, die Zerschlagung von Monopolen zur Förderung kleiner und mittlerer Unternehmen, die Elektrifizierung der ländlichen Regionen und die Stärkung der Landwirtschaft. Die ALN war beeinflusst durch das nationalistische und konservative Gedankengut von Lionel Groulx, ebenso durch die christliche Soziallehre.
Im Hinblick auf die Wahlen zur Nationalversammlung von Québec am 25. November 1935 ging die ALN ein Bündnis mit der Parti conservateur du Québec ein. Beide Parteien trafen die Vereinbarung, in den einzelnen Wahlkreisen nicht gegeneinander anzutreten. Diese Taktik reicht nicht ganz, um die Parti libéral von der Macht zu verdrängen: Die ALN errang 25 Sitze und die Parti conservateur 17, während die Liberalen mit 47 Sitzen weiterhin die Mehrheit hatten. Maurice Duplessis, der Parteivorsitzende der Konservativen, drängte Gouin im folgenden Jahr dazu, beide Parteien zu vereinen. Während Gouin sich von Duplessis abwandte, liefen 22 ALN-Abgeordnete zur neu gegründeten Union nationale über. Zu den Wahlen vom 17. August 1936 trat Gouin nicht mehr an, die drei verbliebenen ALN-Abgeordneten kandidierten erfolglos als Unabhängige.
Einige der zur Union nationale übergelaufenen ALN-Abgeordneten zerstritten sich mit Duplessis, da er sich konsequent weigerte, die Elektrizitätswirtschaft zu verstaatlichen (was eine ihrer Hauptforderungen war). Gouin versuchte die Partei wiederzubeleben. Doch bei den Wahlen am 25. Oktober 1939 erzielte sie bloß 4,5 % der Wählerstimmen und kein einziger ihrer Kandidaten wurde gewählt, woraufhin die ALN sich endgültig auflöste.

## Wahlergebnisse
Ergebnisse bei den Wahlen zur Nationalversammlung:
| Wahl | Sitze total      | Kandi- daten     | Gew. Sitze       | Anteil           |
| ---- | ---------------- | ---------------- | ---------------- | ---------------- |
| 1935 | 89               | 57               | 25               | 29,57 %          |
| 1936 | keine Kandidatur | keine Kandidatur | keine Kandidatur | keine Kandidatur |
| 1939 | 86               | 56               | 0                | 4,53 %           |